# NGC 1850
NGC 1850 è un ammasso aperto posto nella Grande Nube di Magellano, nella costellazione del Dorado.

È un oggetto fortemente compatto, visibile nella parte nord-occidentale della barra della Grande Nube; appare formato da migliaia di stelle: il che farebbe pensare ad un ammasso globulare, tuttavia, la giovane età delle sue componenti ne farebbe l'unico ammasso globulare giovane conosciuto. Di fatto, la sua vera natura non è conosciuta, in quanto non sono noti altri oggetti con queste caratteristiche.

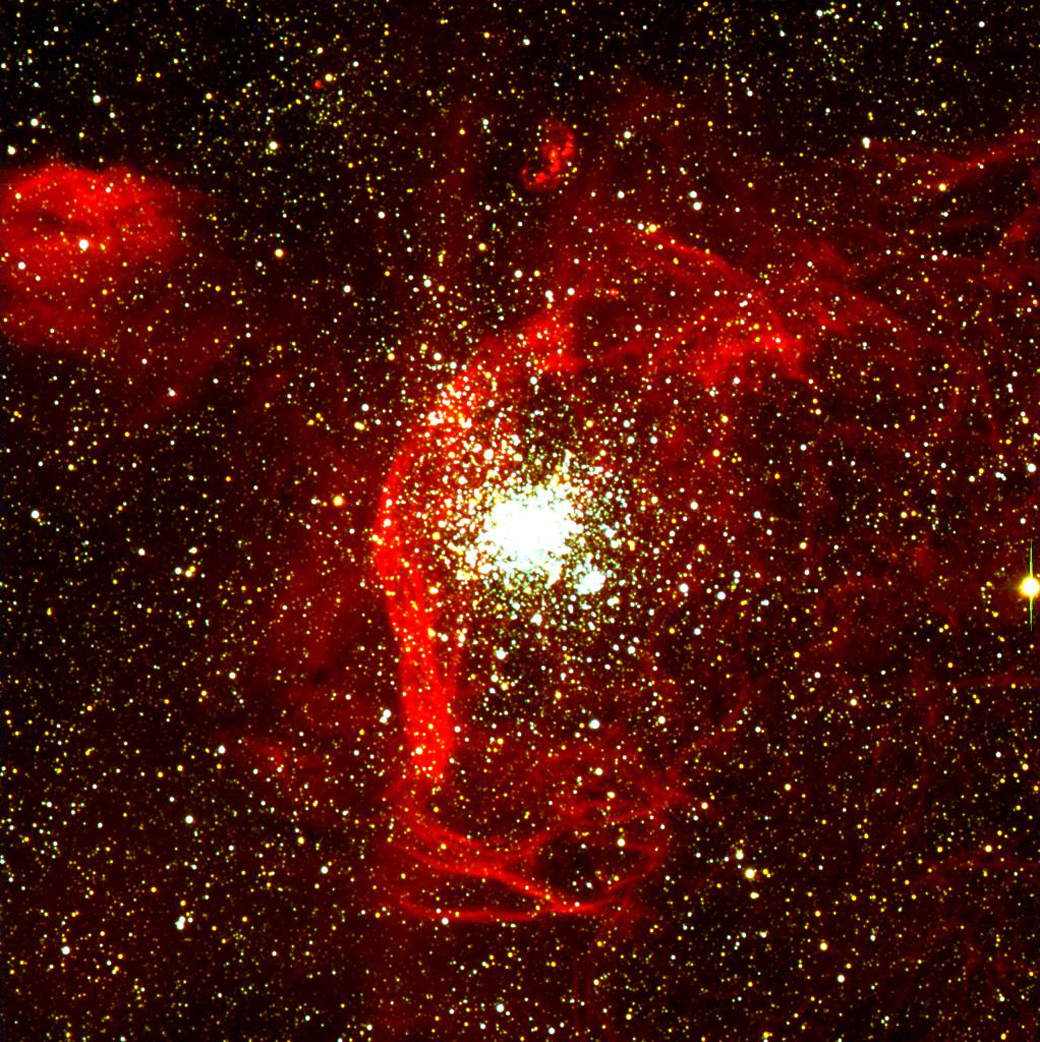
NGC 1850  (ESO)
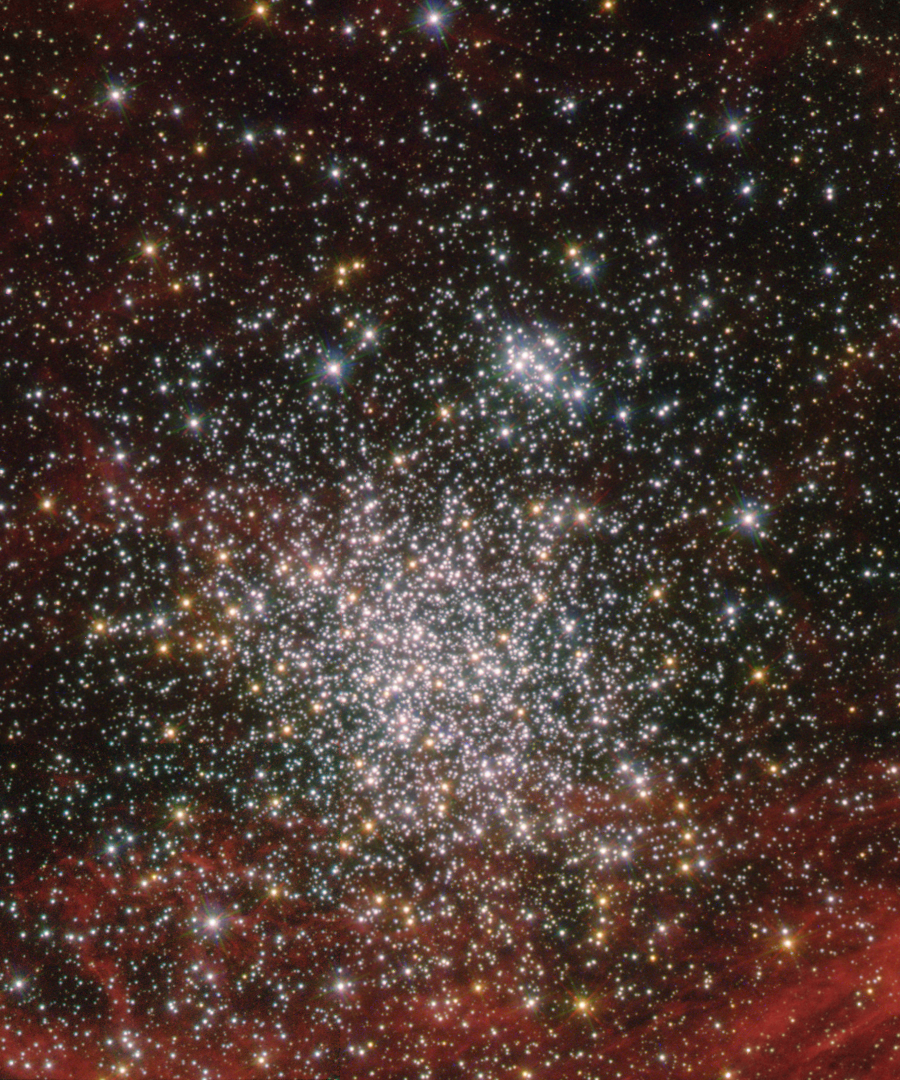
NGC 1850 (Telescopio spaziale Hubble)